# Wuppermann AG
Die Wuppermann AG mit Sitz in Leverkusen ist ein deutsches Unternehmen der Stahlindustrie. Das Unternehmen hat sich vor allem auf die Herstellung von Flachprodukten, Rohren und diversen Stahl- und Blecharbeiten spezialisiert. Die Wuppermann AG besitzt insgesamt fünf Produktionsstandorte in ganz Europa. Das Unternehmen befindet sich zu 100 % in Familienbesitz.

## Standorte und Gesellschaften
Neben der Holding Wuppermann AG in Leverkusen zählen drei weitere Holdings mit 15 Tochtergesellschaften in 8 europäischen Ländern zu der Wuppermann-Gruppe.
Zu der Wuppermann-Gruppe gehören folgende Produktionsgesellschaften:
- Wuppermann Staal Nederland B.V. in den Niederlanden (Feuerverzinkter Bandstahl)
- Wuppermann Hungary Kft. in Ungarn (Feuerverzinkter Bandstahl)
- Wuppermann Austria GmbH in Österreich (Feuerverzinkter Bandstahl, Stahlrohre und Stahlprofile)
- Wuppermann Metalltechnik GmbH in Österreich (Gebeizte Stahlrohre, Rohrkomponenten und Blechbearbeitung)
- Wuppermann Polska sp. z o.o. in Polen (Schwarze, gebeizte und verzinkte Stahlrohre)

Zu der Wuppermann-Gruppe gehören folgende Vertriebsgesellschaften:
- Wuppermann Stahl GmbH in Deutschland und Österreich
- Wuppermann Tube & Steel Ab in Schweden
- Wuppermann France SAS in Frankreich
- Wuppermann Otel Romania S.R.L. in Rumänien

Folgende Gesellschaften erbringen gruppenweite Dienstleistungen:
- Wuppermann Business Services GmbH in Österreich
- Wuppermann Staba GmbH in Deutschland
- Wuppermann Technologies C. V. in Deutschland
- Wuppermann Engineering GmbH in Österreich
- Wuppermann Hungary Logistic Services Kft. In Ungarn
- Nederland Logistic Services B.V. in den Niederlanden

## Geschichte
Im Jahre 1872 gründete Theodor Wuppermann in Düsseldorf-Oberbilk ein Unternehmen, das Halbzeuge und Schmiedestücke herstellte. Im Jahr 1879 verkaufte der Unternehmer sein Werk in Düsseldorf und verlegte Produktion und Sitz nach (Leverkusen-)Schlebusch. Im Jahr 1888 stellte das Unternehmen erstmals Bandeisen her. Zu Anfang des 20. Jahrhunderts wuchs das Unternehmen auf 400 Mitarbeiter an. 1924 wurde der Enkel des Unternehmensgründers Geschäftsführer. Im Jahr 1930 nahm man erstmals die Produktion von kaltgewalzten Profilen auf. Zur Entwicklung des Unternehmens während des Zweiten Weltkriegs ist wenig bekannt. Immerhin geht aus einem Interview des Architekten Helmut Goldschmidt hervor, dass die sogenannten Wuppermann-Binder beim Wiederaufbau sehr begehrt waren und „gegen Butter“ getauscht wurden.
Im Jahr 1964 übernahm das Unternehmen die österreichischen Eisen- und Metallwerke Altmünster GmbH (EMA), die 1991 in Wuppermann Metalltechnik GmbH umbenannt wurde. Im Jahr 1971 beteiligte man sich an der Rohrtechnik Osthoff GmbH in Burgbernheim. Zur Zeit der Stahlkrise wurde das Walzwerk in Leverkusen von der Friedrich Krupp AG aufgekauft. Ein Jahr später übernahm man die Rohrtechnik Osthoff GmbH komplett und benannte sie in Wuppermann Rohrtechnik GmbH um. Im Jahr 1985 entstand die heutige Wuppermann-Gruppe unter Leitung der Holdinggesellschaft Wuppermann Industrie und Handel GmbH, die im Jahr 2000 umbenannt wurde in die heutige Wuppermann AG. Ebenfalls im Jahr 2000 wurde die Wuppermann Staal Nederland B.V. im niederländischen Moerdijk zur Breitbandverzinkung und -verarbeitung gegründet. In den folgenden Jahren wurden zahlreiche kleine Unternehmen innerhalb Europas übernommen. 2015 feierte die Wuppermann-Gruppe die Grundsteinlegung für ein neues Werk in Ungarn. Im Vollbetrieb beschäftigt die Wuppermann Hungary Kft. rund 200 Mitarbeiter und hat eine Verarbeitungskapazität von 500.000 Tonnen Stahl pro Jahr. Mit einem Volumen von 100 Millionen Euro ist dies die größte Investition in der Unternehmensgeschichte.
Die Wuppermann AG ist zurzeit mit Tochtergesellschaften in Deutschland, Frankreich, Österreich, Polen, den Niederlanden, Rumänien, Schweden und Ungarn vertreten.
Das Unternehmen ist heute untergliedert in zwei Geschäftsbereiche, den Geschäftsbereich „Flachstahl“ und den Geschäftsbereich „Rohre und Profile“.

## Technologien
- Technologie zum Verzinken von warmgewalztem Bandstahl: Die Technologie wurde 1989 von Theodor Wuppermann konzipiert und legte den Grundstein für einen wesentlichen Teil der heutigen Aktivitäten.

## Sonstiges
Im Jahre 1986 gründete man das Wuppermann-Bildungswerk zusammen mit der Stadt Leverkusen. Im Jahre 2004 wurde die Städtische Gemeinschaftshauptschule Scharnhorststraße Leverkusen zu Ehren von Theodor Wuppermann in Theodor-Wuppermann-Schule umgetauft.